# Quily
Quily (bretonisch: Killi, Gallo: Qili) ist eine ehemalige französische Gemeinde mit 366 Einwohnern (Stand: 1. Januar 2022) im Département Morbihan in der Region Bretagne. Die Gemeinde gehörte zum Arrondissement Pontivy und zum Kanton Josselin. 
Mit Wirkung vom 1. Januar 2016 wurde Quily mit den früheren Gemeinden  La Chapelle-Caro und Le Roc-Saint-André  zu einer Commune nouvelle mit dem Namen Val d’Oust zusammengelegt. Die ehemaligen Gemeinden haben in der neuen Gemeinde den Status einer Commune déléguée. Der Verwaltungssitz befindet sich im Ort Le Roc-Saint-André.

## Geographie
Quily liegt im Nordosten des Départements.
Nachbarorte sind Guillac im Nordosten, Le Roc-Saint-André im Südosten, Lizio im Westen und Saint-Servant im Nordwesten. 
Der Ort selber liegt an einem Kreuzungspunkt der D143 und D174. Die D4 von der N166 zur N 24 ist die bedeutendste regionale Straßenverbindung. Die wichtigste überregionale Verbindung ist die N24, welche nur rund sieben Kilometer nördlich des Ortes verläuft. Der nächstgelegene Anschluss an diese ist beim Ort Brangoyan. 
Die bedeutendsten Gewässer sind der Fluss Oust, der hier kanalisiert Canal de Nantes à Brest genannt wird sowie der Bach Crée Cocherel. Zudem gibt es einige kleine Teiche in dem Gebiet, von denen ein bedeutender Teil von kleinen Waldstücken bedeckt ist.  

## Bevölkerungsentwicklung
| Jahr      | 1962 | 1968 | 1975 | 1982 | 1990 | 1999 | 2006 |
| Einwohner | 303  | 312  | 299  | 291  | 273  | 239  | 280  |

## Geschichte
Die ehemalige Gemeinde gehörte zur bretonischen Region Bro Gwened (frz. Vannetais) und innerhalb dieser Region zum Gebiet Reter Bro Gwened (frz. Vannetais oriental) und teilt dessen Geschichte. Von 1801 bis zu dessen Auflösung am 10. September 1926 gehörte sie zum Arrondissement Ploërmel. Von 1793 bis 1801 gehörte Quily zum Kanton Guégon. Seither ist der Ort dem Kanton Josselin zugeteilt.

## Sehenswürdigkeiten
- Kirche Saint-Nicodème (bis 1802 Notre-Dame des Neiges genannt) aus dem 17. Jahrhundert
- Kreuz aus dem 15./16. Jahrhundert bei der Dorfkirche
- langgezogene Bauernhäuser in Crénelet aus dem 17. Jahrhundert; restauriert im 19. Jahrhundert
- Haus in La Ville-Nay aus dem Jahr 1706
- alte Windmühle in Bohuay (Pouho) und alte Wassermühle in Castel
- Überreste eines römischen Lagers in Les Chatelets

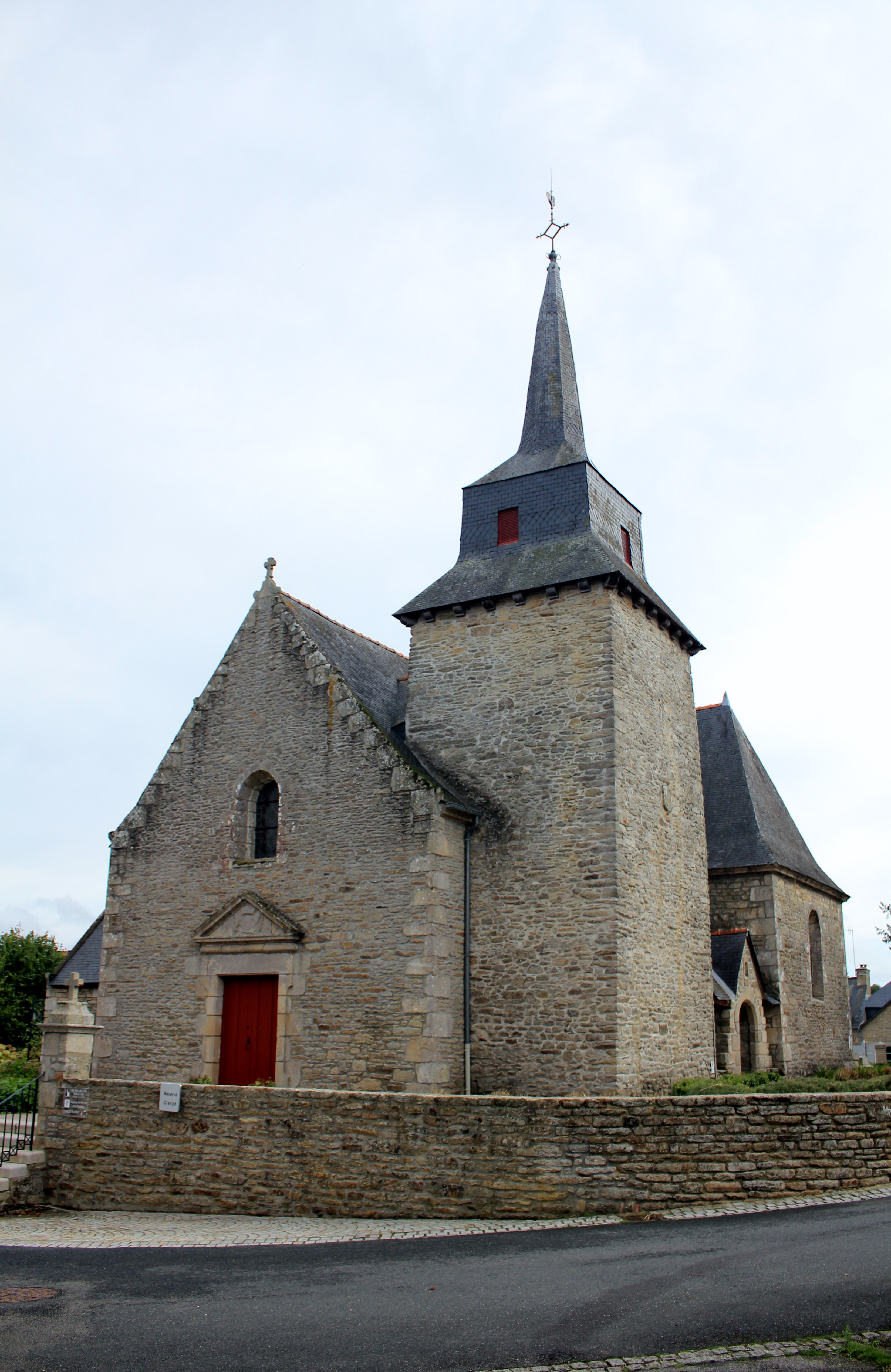
Kirche Saint-Nicodème